# Andrzej Sapkowski
Andrzej Sapkowski (Łódź, 21 giugno 1948) è uno scrittore polacco.
È famoso principalmente per la serie di racconti fantasy con protagonista lo strigo (wiedźmin in polacco) Geralt di Rivia, da cui è stata tratta una serie di videogiochi iniziata con The Witcher nel 2007, un film e due serie televisive.

## Biografia
Prima di diventare scrittore, Andrzej Sapkowski ha studiato economia e ha lavorato come rappresentante alla vendita per una società straniera. Sin da giovane si appassiona alla letteratura fantasy, specie ad autori quali J. R. R. Tolkien, Ursula K. Le Guin, Roger Zelazny, Michael Moorcock, Jack Vance, Stephen R. Donaldson e Marion Zimmer Bradley. Quando la celebre rivista fantascientifica polacca Fantastyka organizza un concorso letterario, decide di partecipare scrivendo nell'inverno 1985 il racconto Wiedźmin (Lo strigo). Il racconto ottiene l'attenzione inaspettata dei lettori polacchi, e spinto dalle loro richieste Sapkowski decide di continuare a scrivere sullo strigo Geralt e di intraprendere la carriera di scrittore.
Sapkowski ha vinto cinque premi Zajdel Awards, tre per i racconti Il male minore (Mniejsze zło, 1990), La spada del destino (Miecz przeznaczenia, 1992) e Nel cratere della bomba (W leju po bombie, 1993) e due per i romanzi Il sangue degli elfi (Krew elfów, 1994) e Narrenturm (2002).
Sapkowski ha vinto nel 2003 due premi spagnoli Ignotus: il premio per la miglior antologia con la raccolta Il guardiano degli innocenti (Ostatnie życzenie), mentre con I Musicanti (Muzykanci) il premio per il miglior racconto di letteratura straniera.
I libri di Sapkowski sono stati tradotti in 20 lingue, tra cui in ceco, russo, lituano, tedesco, spagnolo, francese, inglese, italiano, sloveno, ungherese e portoghese.

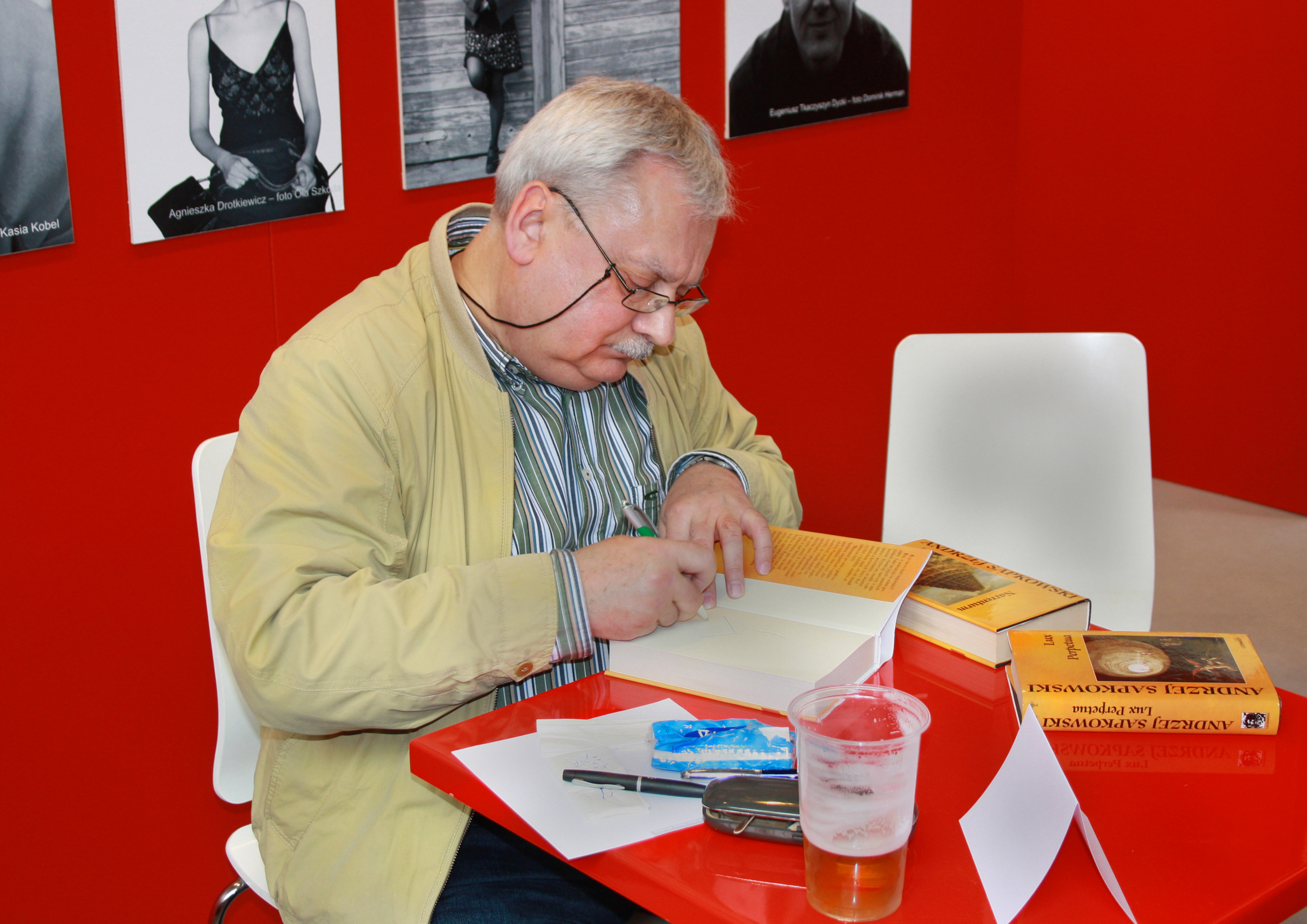
Andrzej Sapkowski al Book World Fair 2010 a Praga

## Opere

### Saga di Geralt di Rivia

#### Raccolte
- Wiedźmin (5 racconti), 1990
- La spada del destino (Miecz przeznaczenia, 1992; 7 racconti), Editrice Nord, 2011
- Il guardiano degli innocenti (Ostatnie życzenie, 1993; 7 racconti), Editrice Nord, 2010

#### Romanzi
- Il sangue degli elfi (Krew elfów, 1994), Editrice Nord, 2012
- Il tempo della guerra (Czas pogardy, 1995), Editrice Nord, 2013
- Il battesimo del fuoco (Chrzest ognia, 1996), Editrice Nord, 2014
- La Torre della Rondine (Wieża Jaskółki, 1997), Editrice Nord, 2015
- La Signora del Lago (Pani Jeziora, 1999), Editrice Nord, 2015
- La stagione delle tempeste (Sezon burz, 2013), Editrice Nord, 2016
- Crocevia dei corvi 2024 atteso per il   30 settembre 2025

### Trilogia Hussita
- Narrenturm, 2002
- Boży bojownicy, 2004
- Lux perpetua, 2006

### Altre opere
- Oko Yrrhedesa, 1995 (gioco di ruolo)
- Świat króla Artura. Maladie, 1995 (saggio)
- Coś się kończy, coś się zaczyna, 2000 (raccolta di 8 racconti, 2 dei quali incentrati sulla saga di Geralt di Rivia)
- Rękopis znaleziony w Smoczej Jaskini, 2001 (saggio)
- Historia i fantastyka, 2005 (intervista)
- Żmija, 2009 (romanzo)
- La strada senza ritorno (Maladie i inne opowiadania, 2012) (raccolta di 10 racconti, 8 dei quali già presenti in Coś się kończy, coś się zaczyna), Editrice Nord, 2017

## Filmografia

### Film
- Wiedźmin (2001) – soggetto
- The Witcher: Nightmare of the Wolf (2021) – soggetto
- The Witcher: Le sirene degli abissi (2025) – soggetto[3]

### Serie TV
- Wiedźmin (2002) – soggetto
- The Witcher (2019) – team creativo[4]
- The Witcher: Blood Origin (2022) – soggetto

## Videoludografia
- The Witcher (PC, OS X, Xbox 360, 2007)
- The Witcher 2: Assassins of Kings (PC, OS X, Linux, Xbox 360, 2011)
- The Witcher Adventure Game (PC, OS X, iOS, Android, 2014)
- The Witcher 3: Wild Hunt (PC, PlayStation 4, Xbox One, Nintendo Switch, PlayStation 5, Xbox Series X/S, 2015)
- Gwent: The Witcher Card Game (PC, PlayStation 4, Xbox One, OS X, iOS, Android, 2018)
- Thronebreaker: The Witcher Tales (PC, PlayStation 4, Xbox One, Nintendo Switch, iOS, Android, 2018)
- The Witcher: Monster Slayer (iOS, Android, 2021)
- The Witcher Remake (annunciato)[5]
- Project Polaris (titolo provvisorio, annunciato)[6]
- Project Sirius (titolo provvisorio, annunciato)[6]